# Iowa Wolves
Iowa Wolves – zawodowy zespół koszykarski, z siedzibą w mieście Des Moines, w stanie Iowa. Drużyna jest członkiem ligi D-League. Klub powstał w 2007, jako Iowa Energy. Swoje mecze rozgrywa w hali Wells Fargo Arena.
Największym osiągnięcie zespołu było zdobycie mistrzostwa D-League w 2011 roku. Energy pokonali wtedy w finale Rio Grande Valley Vipers, zwyciężając w całej serii 2–1.

## Powiązania z zespołamiNBA
Jako Iowa Energy:
- Miami Heat (2007–2008)
- Phoenix Suns (2008–2011)
- Chicago Bulls (2007–2014)
- New Orleans Hornets/Pelicans (2011–2014)
- Washington Wizards (2011–2014)
- Denver Nuggets (2012–2014)
- Minnesota Timberwolves (2013–2014)
- Memphis Grizzlies (2014–2017)

Jako Iowa Wolves:
- Minnesota Timberwolves (od 2017)

## Wyniki sezon po sezonie
| Iowa Energy            |                        |                        |     |     |      | |
| 2007–08                | Centralna              | 3                      | 22  | 28  | 44   | |
| 2008–09                | Centralna              | 1                      | 28  | 22  | 56   | Przegrana – Runda I (Dakota Wizards), 109–114                                                                                      |
| 2009–10                | Wschodnia              | 1                      | 37  | 13  | 74   | Wygrana – Runda I (Utah Flash), 2–1 Przegrana – Półfinały (Tulsa 66ers), 1–2                                                       |
| 2010–11                | Wschodnia              | 1                      | 37  | 13  | 74   | Wygrana – Runda I (Utah Flash), 2–1 Wygrana – Półfinały Tulsa 66ers, 2–0 Wygrana – Finały D-League (Rio Grande Valley Vipers), 2–1 |
| 2011–12                | Wschodnia              | 5                      | 25  | 25  | 50   | Przegrana – Runda I (Los Angeles D-Fenders), 0–2                                                                                   |
| 2012–13                | Centralna              | 6                      | 14  | 36  | 28   | |
| 2013–14                | Centralna              | 1                      | 31  | 19  | 62   | Przegrana – Runda I (Rio Grande Valley Vipers), 1–2                                                                                |
| Suma – sezon regularny | Suma – sezon regularny | Suma – sezon regularny | 194 | 156 | 55,4 | |
| Suma – play-off        | Suma – play-off        | Suma – play-off        | 9   | 10  | 47,4 | |

## Nagrody i wyróżnienia
| MVP                                                              | MVP meczu gwiazd     | Debiutant roku        | Sportsmanship Award |
| ---------------------------------------------------------------- | -------------------- | --------------------- | ------------------- |
| Courtney Sims (2009) Curtis Stinson (2011) Othyus Jeffers (2014) | Courtney Sims (2011) | Othyus Jeffers (2009) | Moses Ehambe (2012) |

I skład D-League
- Courtney Sims (2009)
- Curtis Stinson (2010–2011)
- Cartier Martin (2010)
- Mike Harris (2010)
- Othyus Jeffers (2014)

II skład D-League
- Othyus Jeffers (2011)
- Amile Jefferson (2018)

III skład D-League
- Cartier Martin (2009)
- Earl Barron (2010)
- Damien Wilkins (2015)

All-D-League Honorable Mention Team
- Curtis Stinson (2009)
- Othyus Jeffers (2009)
- Mike Efevberha (2012)
- Chris Wright (2013)
- Patrick Christopher (2014)

I skład defensywny D-League
- Othyus Jeffers (2011, 2014)

II skład defensywny D-League
- Patrick Christopher (2014)

III skład defensywny D-League
- Othyus Jeffers (2013)

I skład debiutantów D-League
- Marqus Blakely (2011)
- Amile Jefferson (2018)

III skład debiutantów D-League
- Jackie Carmichael (2014)

Uczestnicy meczu gwiazd

- Dwayne Mitchell (2008)[14]
- Othyus Jeffers (2009)[15]
- Courtney Sims (2009, 2011)[15][16]
- Cartier Martin (2009–2010)[15][17]
- Curtis Stinson (2010–2011)[16][17]

- Earl Barron (2010)[17]
- Othyus Jeffers (2011, 2014)[16][18]
- Moses Ehambe (2012)[19]
- Marqus Blakely (2012)[19]
- Chris Wright (2013)[20]

- Jarvis Varnado (2014)[18]
- Diante Garrett (2015)[21]
- Damien Wilkins (2015)[21]
- JaKarr Sampson (2017)[22]

Zwycięzcy konkursu Shooting Stars
- Pat Carroll (2010)[23]

## Zawodnicy z doświadczeniem w NBA
- Joel Anthony (2008)
- Earl Barron (2009–2010)
- Shannon Brown (2008)
- Earl Clark (2010)
- Daequan Cook (2008)
- JamesOn Curry (2007–2009)
- John Edwards (2009)
- Patrick Ewing Jr. (2012)
- Taylor Griffin (2009–2010)

- Xavier Henry (2012)
- Othyus Jeffers (2008–2011)
- James Johnson (2011)
- Dwayne Jones (2009)
- Gani Lawal (2010)
- Cartier Martin (2008–2010, 2012)
- Hamady N’Diaye (2012)
- Demetris Nichols (2007–2009)
- Garret Siler (2011)

- Cedric Simmons (2008)
- Courtney Sims (2008–2011)
- Mike Taylor (2011)
- Anthony Tolliver (2007–2009)
- Jeff Trepagnier (2009–2010)
- Alando Tucker (2008–2009)
- Darryl Watkins (2008)
- Kyle Weaver (2010–2011)

## Trenerzy zespołu
| # | Trener           | Okres     | Sezon | Sezon | Sezon | Sezon | Play-off | Play-off | Play-off | Play-off | Tytuły |
| # | Trener           | Okres     | G     | W     | P     | %     | G        | W        | P        | %        | Tytuły |
| - | ---------------- | --------- | ----- | ----- | ----- | ----- | -------- | -------- | -------- | -------- | ------ |
| 1 | Nick Nurse       | 2007–2011 | 200   | 124   | 76    | 62    | 15       | 9        | 6        | 60       | (2011) |
| 2 | Kevin Young      | 2011–2013 | 73    | 31    | 42    | 42,5  | 2        | 0        | 2        | 0        |        |
| 3 | Bruce Wilson     | 2013      | 27    | 8     | 19    | 29,6  |          |          |          |          |        |
| 4 | Nate Bjorkgren   | 2013–2014 | 50    | 31    | 19    | 62    | 3        | 1        | 2        | 33,3     |        |
| 5 | Bob Donewald Jr. | 2014–2016 | 100   | 52    | 48    | 52    | 0        | 0        | 0        | 0        |        |
| 6 | Matt Woodley     | 2016-2017 | 21    | 2     | 19    | 9,5   |          |          |          |          |        |
| 7 | Glynn Cyprien    | 2017      | 29    | 10    | 19    | 34,4  |          |          |          |          |        |
| 8 | Scott Roth       | 2017-2019 | 100   | 44    | 56    | 44    |          |          |          |          |        |
| 9 | Sam Newman-Beck  | 2019-     |       |       |       |       |          |          |          |          |        |

## Zawodnicy przypisani z zespołów NBA
Zespół NBA może przypisywać debiutantów lub zawodników drugorocznych do powiązanych z nim drużyn D-League. Zawodnik może zostać przypisanym do NBA Development League jedynie trzy razy w ciągu sezonu.
| Sezon   | Zawodnik             | Zespół NBA          | Data przypisania | Data aktywowania |
| ------- | -------------------- | ------------------- | ---------------- | ---------------- |
| 2007–08 | JamesOn Curry        | Chicago Bulls       | 15.11.2007       | 17.12.2007       |
| 2007–08 | Demetris Nichols     | Chicago Bulls       | 18.12.2007       | 7.01.2008        |
| 2007–08 | JamesOn Curry (2)    | Chicago Bulls       | 7.01.2008        | 24.01.2008       |
| 2007–08 | Joel Anthony         | Miami Heat          | 27.02.2008       | 8.03.2008        |
| 2007–08 | Daequan Cook         | Miami Heat          | 27.02.2008       | 8.03.2008        |
| 2007–08 | Demetris Nichols (2) | Chicago Bulls       | 29.02.2008       | 15.03.2008       |
| 2007–08 | Shannon Brown        | Chicago Bulls       | 15.03.2008       | 2.04.2008        |
| 2007–08 | Cedric Simmons       | Chicago Bulls       | 15.03.2008       | 2.04.2008        |
| 2008–09 | Alando Tucker        | Phoenix Suns        | 26.12.2008       | 2.01.2009        |
| 2008–09 | Courtney Sims        | Phoenix Suns        | 14.02.2009       | 17.02.2009       |
| 2009–10 | Taylor Griffin       | Phoenix Suns        | 7.12.2009        | 14.12.2009       |
| 2009–10 | Taylor Griffin (2)   | Phoenix Suns        | 29.12.2009       | 10.01.2010       |
| 2009–10 | Earl Clark           | Phoenix Suns        | 15.03.2010       | 22.03.2010       |
| 2009–10 | Taylor Griffin (3)   | Phoenix Suns        | 7.04.2010        | 12.04.2010       |
| 2010–11 | Gani Lawal           | Phoenix Suns        | 16.11.2010       | 19.12.2010       |
| 2010–11 | Garret Siler         | Phoenix Suns        | 2.01.2011        | 9.01.2011        |
| 2010–11 | James Johnson        | Chicago Bulls       | 27.01.2011       | 14.02.2011       |
| 2011–12 | Hamady N’Diaye       | Washington Wizards  | 1.01.2012        | 30.1.2012        |
| 2011–12 | Xavier Henry         | New Orleans Hornets | 18.03.2012       | 19.03.2012       |

- Cyfra w nawiasie oznacza liczbę przypisań danego zawodnika do składu Energy w trakcie jednego sezonu.

## Zawodnicy powołani przez zespoły NBA
| Sezon   | Zawodnik           | Zespół NBA            | Daty powołania i podpisania umowy                                                                                                  |
| ------- | ------------------ | --------------------- | --- |
| 2008–09 | Courtney Sims      | Phoenix Suns          | 20.01.2009: Podpisał 10-dniowy kontrakt 13.02.2009: Podpisał drugi 10-dniowy kontrakt                                              |
| 2008–09 | Anthony Tolliver   | New Orleans Hornets   | 21.01.2009: Podpisał 10-dniowy kontrakt                                                                                            |
| 2008–09 | Cartier Martin     | Charlotte Bobcats     | 29.01.2009: Podpisał 10-dniowy kontrakt 8.02.2009: Podpisał drugi 10-dniowy kontrakt 18.02.2009: Podpisał kontrakt do końca sezonu |
| 2008–09 | Demetris Nichols   | New York Knicks       | 6.03.2009: Podpisał 10-dniowy kontrakt 17.03.2009: Podpisał drugi 10-dniowy kontrakt                                               |
| 2008–09 | Courtney Sims (2)  | New York Knicks       | 23.03.2009: Podpisał 10-dniowy kontrakt 2.04.2009: Podpisał drugi 10-dniowy kontrakt                                               |
| 2009–10 | Cartier Martin     | Golden State Warriors | 10.01.2010: Podpisał 10-dniowy kontrakt 20.01.2010: Podpisał drugi 10-dniowy kontrakt                                              |
| 2009–10 | Othyus Jeffers     | Utah Jazz             | 3.03.2010: Podpisał 10-dniowy kontrakt 14.03.2010: Podpisał drugi 10-dniowy kontrakt 23.03.2010: Podpisał kontrakt do końca sezonu |
| 2009–10 | Cartier Martin (2) | Washington Wizards    | 30.03.2010: Podpisał 10-dniowy kontrakt 9.04.2010: Podpisał kontrakt do końca sezonu                                               |
| 2009–10 | Earl Barron        | New York Knicks       | 2.04.2010: Podpisał 10-dniowy kontrakt 12.04.2010: Podpisał kontrakt do końca sezonu                                               |
| 2010–11 | Othyus Jeffers     | San Antonio Spurs     | 4.03.2011: Podpisał 10-dniowy kontrakt                                                                                             |
| 2010–11 | Othyus Jeffers (2) | Washington Wizards    | 17.03.2011: Podpisał 10-dniowy kontrakt 27.03.2011: Podpisał 10-dniowy kontrakt 6.04.2011: Podpisał kontrakt do końca sezonu       |
| 2010–11 | Marqus Blakely     | Houston Rockets       | 13.04.2011: Podpisał kontrakt do końca sezonu                                                                                      |
| 2011–12 | Cartier Martin     | Washington Wizards    | 28.03.2012: Podpisał 10-dniowy kontrakt                                                                                            |

- Cyfra w nawiasie oznacza liczbę powołań danego zawodnika przez zespół NBA w trakcie jednego sezonu.